# Camphorosma annua
Camphorosma annua là loài thực vật có hoa thuộc họ Dền. Loài này được Pall. mô tả khoa học đầu tiên năm 1806.